# Eleições presidenciais na Turquia (2007)
As eleições presidenciais de 2007 na Turquia realizar-se iam previsivelmente entre Abril e Maio de 2007, num máximo de quatro voltas a realizarem-se nos dias 27 de Abril, 2 de Maio, 9 de Maio e 15 de Maio de 2007.
A eleição do presidente da Turquia é feita de forma indirecta, através dos votos dos 550 membros do parlamento turco.
A eleição do presidente só é conseguida com dois terços dos votos (367) nas duas primeiras voltas ou maioria absoluta (276 votos) nas duas últimas.

## Candidaturas
Apresenta-se à eleição um único concorrente, o actual Ministro dos Negócios Estrangeiros, Abdullah Gül, o qual concorre pelo partido governamental, o Partido da Justiça e do Desenvolvimento (AKP), de tendências claramente islâmicas.
Houve uma segunda candidatura, de Ersönmez Yarbay, advogado e deputado por Ancara pelo AKP, o qual se retirou da corrida antes de ser iniciada a votação.

## 27 de Abril
A Primeira Volta das Presidenciais turcas foi inconclusiva, com Abdullah Gul a conseguir apenas 357 votos, 10 a menos do que necessitava para ser eleito. Houve ainda 3 abstensões e 1 voto inválido. Estiveram presentes nesta votação 361 dos 550 deputados do parlamento turco.

## 6 de Maio
Neste dia foi tentada uma nova volta para eleger o Presidente da Turquia, mais uma vez boicotada pela oposição, que não compareceu em número suficiente para que a sessão tivesse quorum (estiveram presentes 358 deputads dos 367 necessários), o que levou Abdullah Gul a desistir da corrida.

## Anulação
A oposição interpôs recurso no Tribunal Constitucional alegando falta de Quorum na Primeira Volta e pedindo a anulação das eleições.
Este Tribunal acabou por dar razão à oposição no dia 1 de Maio de 2007, anulando as Presidenciais de 2007.
O partido AK, de Erdogan e Gul, pediu que o Parlamento convocasse eleições gerais antecipadas para tentar resolver o impasse. O comité constitucional do Parlamento propôs no dia 2 de Maio que as eleições se realizassem no dia 22 de Julho de 2007, ficando dessa forma a escolha do Presidente da Turquia nas mãos da nova Assembleia.
Na sessão de 6 de Maio ficou decidido que o Presidente da Turquia passaria a ser eleito por voto popular para mandatos de cinco anos com um máximo de dois mandatos consecutivos, ao contrário do que era ditado pela Constituição turca que definia que o Presidente era eleito pelo Parlamento para um mandato único de sete anos.